# IC 3979
IC 3979 је појединачна звијезда у сазвјежђу Ловачки пси која се налази на листи објеката дубоког неба у Индекс каталогу.
Деклинација објекта је + 36° 19' 36" а ректасцензија 12h 59m 21,1s. IC 3979 је још познат и под ознакама * + defect.